# Stanislav Lipovšek

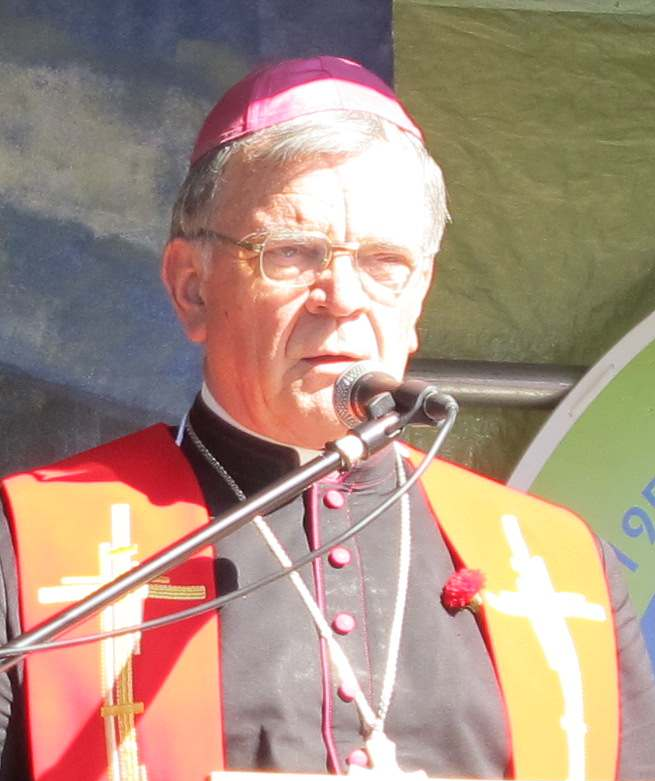
Stanislav Lipovšek

Stanislav Lipovšek (* 10. Juli 1943 in Vojnik) ist ein slowenischer Geistlicher und emeritierter römisch-katholischer Bischof von Celje.

## Leben

Wappen von Stanislav Lipovšek

Stanislav Lipovšek empfing am 29. Juni 1968 die Priesterweihe.
Papst Benedikt XVI. ernannte ihn am 15. März 2010 zum Bischof von Celje. Der Apostolische Nuntius in Mazedonien, Bosnien-Herzegowina und Slowenien, Santos Abril y Castelló, spendete ihm am 24. April desselben Jahres die Bischofsweihe; Mitkonsekratoren waren Anton Stres CM, Erzbischof von Ljubljana, und Franc Kramberger, Erzbischof von Maribor.
Papst Franziskus nahm am 18. September 2018 seinen altersbedingten Rücktritt an.